# كارلوس خورخي (لاعب كرة قدم)
كارلوس خورخي هو لاعب كرة قدم برتغالي، ولد في 8 نوفمبر 1966 في فونشال في البرتغال. شارك مع منتخب البرتغال تحت 21 سنة لكرة القدم. أما مع النوادي، فقد لعب مع سبورتينغ لشبونة ونادي أونياو دا ماديرا ونادي ماريتيمو.

## وصلات خارجية
- كارلوس خورخي على موقع قاعدة بيانات كرة القدم.إي يو (الإنجليزية)